# 동카방고주

동카방고 주의 위치

동카방고주(영어: Kavango East)는 나미비아 북동부에 위치한 주로 주도는 룬두이다. 2013년 카방고 주에서 분리되어 신설되었다. 북쪽으로는 앙골라 쿠안두쿠방구주, 남쪽과 남동쪽으로는 보츠와나 북서부 구와 접하며 동쪽으로는 잠베지 주, 남서쪽으로는 오초존주파 주, 서쪽으로는 서카방고 주와 접한다. 6개 선거구로 나뉜다.